# Рудольф IV (граф Габсбург-Лауфенбург)
Рудольф IV Габсбург-Лауфенбург или Рудольф VIII (нем. Rudolf IV. (Habsburg-Laufenburg); ок. 1322 — сентябрь 1383). Граф Лауфенбург, ландграф Клеттгау и гауптман Тироля.

## Биография
Рудольф IV был вторым сыном Иоганна I Габсбурга, графа Лауфенбургского, ландграфа Клеттгау и Агнессы. Часть исследователей не называют фамилию матери Рудольфа IV, другие женой Иоганна I и соответственно матерью его детей называют Агнессу (-12 июня 1352), дочь Сигизмунда фон Верде, ландграфа Эльзаса (- 1308).
Отец Рудольфа IV Иоганн I граф Лауфенбург как и многие Габсбурги участвовал в конфликте с альпийскими землями и кантонами (часть их уже объединилась в Швейцарию, часть выступала как союзник лесных кантонов и вошла в конфедерацию позже). Габсбурги считая эти земли своими претендовали на контроль над альпийскими землями, а опираясь на имперские грамоты боролись за свободу от Габсбургов.
В 1336 году в Цюрихе пришел к власти лидер цехов Рудольф Брун. Изгнанные им противники обратились за помощью к Иоганну I. Тот оказал помощь, но 21 сентября 1337 года был убит в битве у Гринау. У Иоганна I осталось три сына Иоганн II, Рудольф IV, Готфрид II и четыре дочери Адельгейда, Елизавета, Катарина и Анна.
Новым графом Лауфенбурга стал старший брат Иоганн, но Рудольф и Готфрид также участвовали в управлении. 24 июня 1347 года Агнесса и её сыновья графы Иоганн, Рудольф и Готфрид подтвердили хартию договора между аббатом Зиккенским и рыбаками Лауфенбург (в ней все три брата названы графами). В 1350 году Иоганн II также решил поддержать изгнанников из Цюриха и помочь им взять под контроль этот город. Но в результате нападения сам попал в плен. Но не смотря на это Иоганн II и его братья отвергли то предложение о мире которое им предложил Рудольф Брун. Рудольф IV и Готфрид II продолжили эту войну. В конфликт с Цюрихом вмешался герцог Австрии Альбрехт II. Но и он не смог победить. Габсбурги отказались от претензий на Цюрих, а Иоганн II получил свободу.
В 1354 году Рудольф IV со своим братом Иоганном II совершил поход в Италию. 9 февраля 1354 года был заключен двойной брак между Габсбургами и Гонзага. В 1354 году когда началась новая война Альбрехта II Австрийского с швейцарцами и их союзниками. В этой ситуации Иоганн II уступил герцогу Рапперсвиль (с Ной-Рапперсвилем) сохранив при этом ленные права. После этого состоялся раздел владений между братьями. Иоганн II получил Сундгау, окрестности Ротемберга, а также те лены что были в уступленной Альбрехту области; Рудольф IV — Лауфенбург; а Готфрид II — Альт-Рапперсвиль, Кренкинген и ландграфство Клеттгау.
Рудольф IV был австрийским наместником (земским фогтом) в Эльзасе, Шварцвальде и Ааргау, а в 1373 году он был наместником в Тироле. В 1360—1380-е ухудшающаяся экономическая ситуация привели к тому, что Рудольф IV содействовал развитию Лауфенбурга.
22 ноября 1377 года он и его сын Иоганн IV подтвердили права горожан Лауфенбурга
В сентябре 1383 года Рудольф IV умер.

## Семья
9 февраля 1354 года был заключен двойной брак между Габсбургами и Гонзага.
Рудольф IV женился на Изабелле (иначе Елизавета или Верена) Гонзага († 1383), дочери Филиппино Гонзага (- 5 апреля 1356 года), викария Реджо, патриция Венеции и внучке Людовика I Гонзага, капитана Мантуи. А Филиппино Гонзага в этот же день женился на Верене, дочери Иоганна II графа Лауфенбургского.
По другой версии жену Рудольфа звали Елизавета Ментон (умерла между 25 февраля 1383 и 25 февраля 1384)
У Рудольфа был один сын
- Иоганн IV (- 18 мая 1408), граф Габсбург-Лауфенбург, ландграф Клеттгау, ландфогт в Тургау, Ааргау и Шварцвальде[8].